# Örvényes
Örvényes (vyslovováno [ervéněš], německy Erewin) je malá vesnička a letovisko v Maďarsku v župě Veszprém, spadající pod okres Balatonfüred. Nachází se u břehu Balatonu, asi 6 km jihozápadně od Balatonfüredu. V roce 2015 zde žilo 136 obyvatel, z nichž jsou 90,9 % Maďaři a 8,4 % Němci. Název doslovně znamená "(místo), kde jsou mořské víry".
Sousedními vesnicemi jsou Aszófő a Balatonudvari.